# Domecjusz (biskup Bizancjum)
Domecjusz (zm. 284) – biskup Bizancjum w latach 272–284.

## Życiorys
Był bratem cesarza rzymskiego Probusa. Został nawrócony na chrześcijaństwo. Miał dwóch synów, również biskupów Bizancjum: Probusa i Metrofana.